# Giuseppe Magagnini
Giuseppe Magagnini (Montecarotto, 22 luglio 1802 – Montecarotto, 17 febbraio 1885) è stato un compositore italiano.

## Biografia
Svolge il suo primo incarico di maestro di Cappella a Udine, dopo l'indottrinamento ricevuto dallo zio, don Antonio Magagnigni, anche lui maestro ma della Collegiata di Montecarotto agli inizi del XIX secolo. Passa poi alla «forastiera» dell'Accademia Filarmonica di Bologna nel 1825 ma nel 1831 fa ritorno a Udine, chiamato a svolgere il doppio incarico di maestro di Cappella del Duomo e di insegnante di musica presso l'istituto filarmonico drammatico. Svolge nel contempo incarichi musicali presso l'Oratorio dei Filippini di Udine.
Lascia la città friulana perché nominato maestro di Cappella di Montecarotto nel 1861, dove era stato già giudice di concorso nel 1841. L'incarico a lui affidato è però una forzatura al regolamento parrocchiale, che esclude in via teorica i non religiosi dal compito magistrale. Un'eccezione facilitata dalla notorietà di cui gode Magagnini, dal suo stato celibe e, soprattutto, dalla sua vena artistica, largamente superiore alla media degli aspiranti al medesimo incarico. 
Lascia la sua intera produzione compositiva, ben 403 brani, al Fondo musicale della Collegiata di Montecarotto nell'anno della sua morte.
La Scuola primaria di Montecarotto nel corso del Novecento è stata intitolata a Magagnini, in onore della funzione di insegnante che il compositore ha svolto nel corso della sua lunga carriera musicale.